# Pas de Quatre

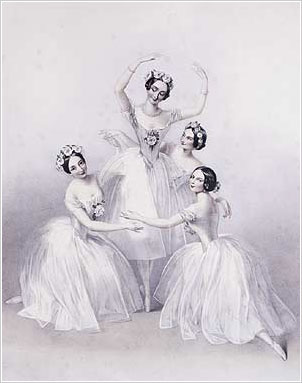
Pas de quatre med Marie Taglioni, Carlotta Grisi, Fanny Cerrito och Lucile Grahn. (Litografi från 1845 av T.H. Maguire.)

Pas de quatre är dels en term inom balett, dels en pardans.
Inom balett är pas de quatre (franska: ’steg för fyra’) en term som betecknar en svit för fyra dansare av samma eller olika kön.
Dansen pas de quatre är en pardans i jämn takt, härstammande från Amerika, och lanserad i Paris på 1890-talet. Den är ett slags schottis, kallad hoppschottis, och var i Sverige den vanligaste schottisformen fram till 1950-talet.